# Stictonaclia maria
Stictonaclia maria là một loài bướm đêm thuộc phân họ Arctiinae, họ Erebidae.